# Ōtake

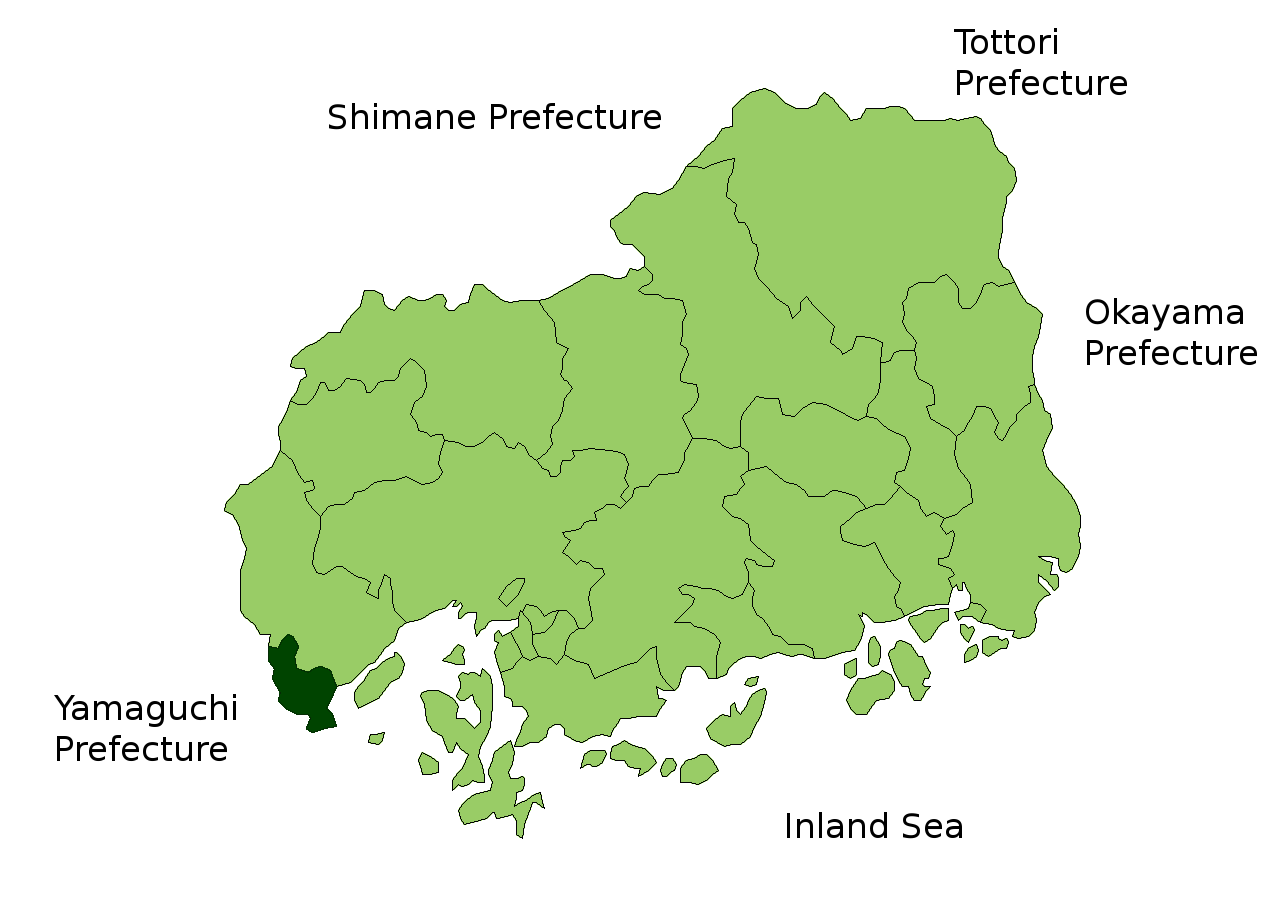

Ōtake (大竹市 Ōtake-shi?) este un municipiu din Japonia, prefectura Hiroshima.